# جيمس توماس ميلتون أندرسون
جيمس توماس ميلتون أندرسون هو كاتب غير روائي وسياسي كندي، ولد في 23 يوليو 1878 في كندا، وتوفي في 29 ديسمبر 1946 في ساسكاتون في كندا. حزبياً، نشط في حزب ساسكاتشوان المحافظ التقدمي. وقد انتخب عضو المجلس التشريعي من ساسكاتشوان (2 يونيو 1925 – 19 يونيو 1934) وانتخب Premier of Saskatchewan ‏ (9 سبتمبر 1929 – 19 يوليو 1934).